# Johann Volkmar (Gelehrter)
Johann Volkmar (* vor 1584 in Hamburg; † 15. November 1617 ebenda) war ein deutscher Gelehrter und Hochschullehrer.
Johann Volkmar stammte aus Hamburg und schrieb sich im Frühjahr 1584 zum Studium an der Universität Rostock ein. Später war einige Jahre Hauslehrer der Söhne Herzog Bogislaws XIII. in Barth. Nachdem er am 6. Juli 1602 an der Philosophischen Fakultät der Universität Rostock zum Doktor promoviert wurde, wurde er im August 1602 Professor für griechische Sprache und Ethik an der Universität Greifswald. Volkmar war einige Male Dekan und wurde im Herbst 1613 zum Rektor der Universität gewählt.